# Volkswagen EA828

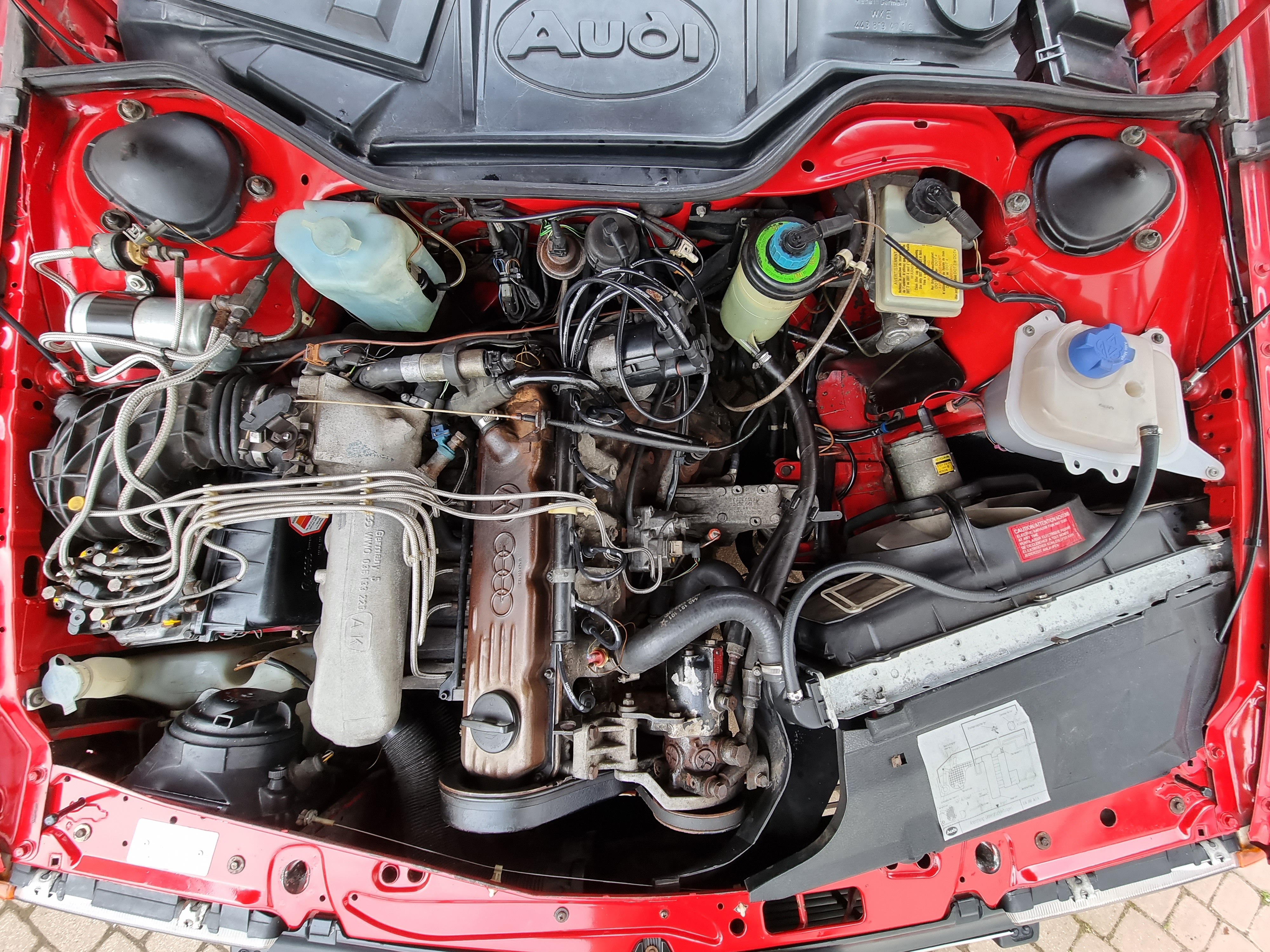
Volkswagen EA828 в Audi 100 C3

EA828 (EA = замовлення на розробку) — це серія двигунів Volkswagen Group з п’ятьма рядними циліндрами та рідинним охолодженням. VW EA827 є основою для п'ятициліндрового двигуна EA828, який розроблений дещо ефективніше без проміжного вала.

## Розробка

### Опис
З точки зору плавності ходу та характеристик розвитку п’ятициліндрові рядні двигуни знаходяться між чотири- та шестициліндровими рядними двигунами. Плавність ходу краща, ніж у чотирициліндрового двигуна, але гірша, ніж у шестициліндрового двигуна. Характерний шум двигуна п'ятициліндрових рядних двигунів сприймається як звучний і потужний, особливо завдяки порядку запалювання 1-2-4-5-3. Завдяки своєму характерному звуку вони можуть легко конкурувати з V6 і V8, економлячи при цьому простір у моторному відсіку.

### Презентація в С-серії
Daimler-Benz вже представив п'ятициліндровий дизельний двигун (OM617) у Mercedes 240 D 3.0 (W115) у 1974 році. Двигун був розроблений на початку 1972 року Фердинандом Пієхом, який недовго керував власним інженерним офісом у Штутгарті після того, як залишив Porsche.

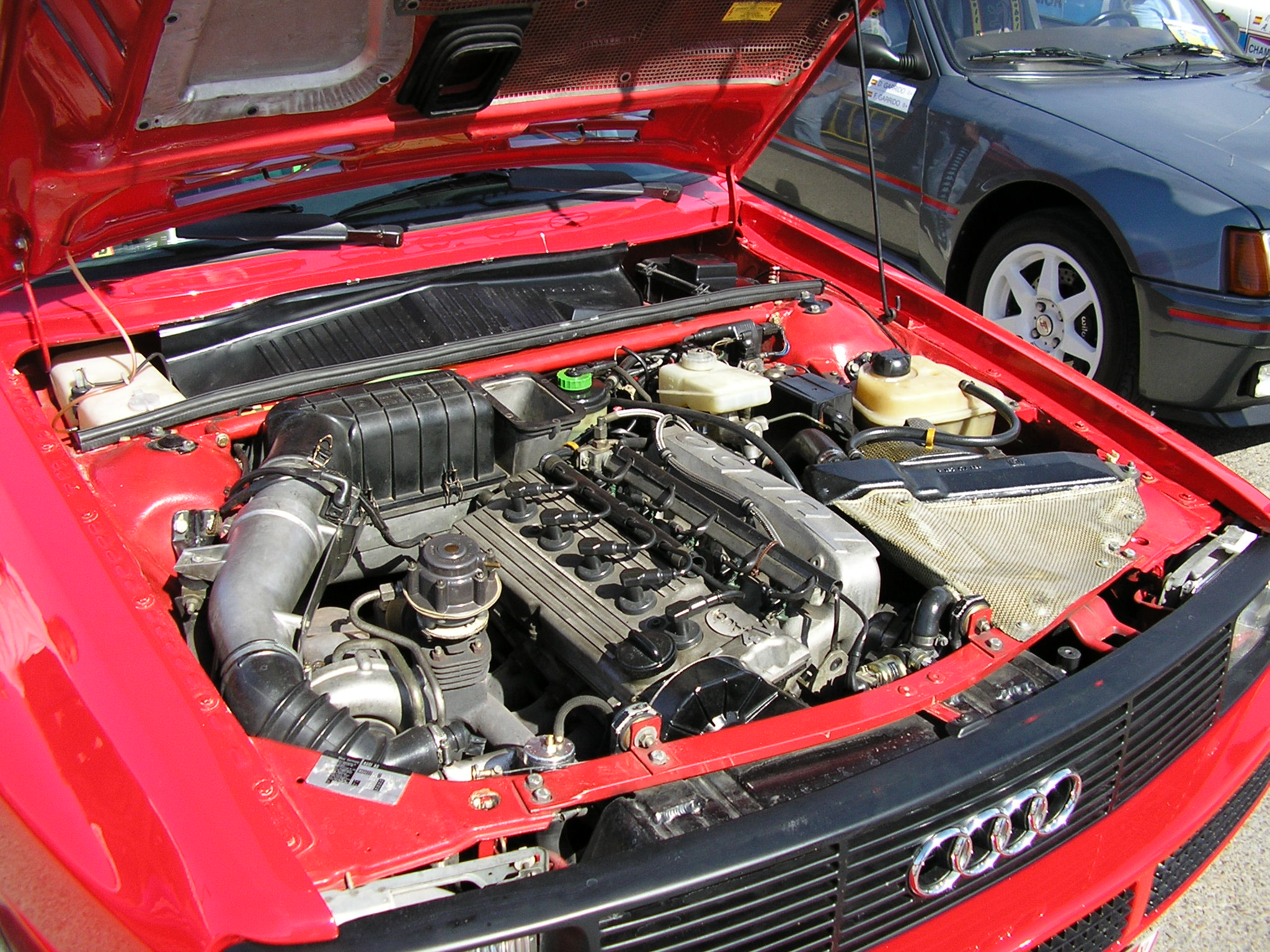
Audi Sport Quattro з п'ятициліндровим турбонаддувом

Після того, як Фердинанд Пієх перейшов на Audi, влітку 1976 року була представлена Audi 100 5E з п'ятициліндровим бензиновим двигуном. Пієх наполягав на створенні цього підрозділу в якості головного технічного директора. Двигуни були приємно витривалими за стандартами того часу та мали гарну витрату палива, потужність і крутний момент. Audi 100 5E викликав значний ажіотаж під час своєї презентації; Його двигун з робочим об’ємом 2,1 л і безперервним багатоточковим упорскуванням у впускний колектор Bosch K-Jetronic виробляв 100 кВт (136 к.с.). 6 січня 1977 року на заводі в Зальцгіттері стартувало серійне виробництво 5-циліндрових двигунів. Поставки з двигунами 5E (136 к.с.) почалися в квітні 1977 року.
У квітні 1978 року карбюраторна версія п'ятициліндрового двигуна Audi 100 5S потужністю 85 кВт (115 к.с.) замінила такий же потужний 2-літровий чотирициліндровий двигун VW EA 831. У жовтні 1978 року була випущена Audi 100 5D з 2-літровим п'ятициліндровим дизельним двигуном потужністю 51 кВт (70 к.с.), заснованим на бензинових двигунах. Пізніше з'явилася турбіна в Audi 200 і карбюраторна версія з об'ємом 1,9 л.
Прем’єра п’ятициліндрового двигуна в Audi 80 пройшла майже непоміченою в Німеччині – вже в серпні 1980 року деякі експортні моделі (наприклад, для Швейцарії, Швеції, США) пропонувалися з двигуном, відомим з Audi 100 – і навіть з бензиновим уприскуванням. Німецьким клієнтам довелося чекати до серпня 1981 року – тільки з Audi 80 CD 5S вони могли придбати Audi 80 з п’ятициліндровим карбюраторним двигуном.
EA828 також був доступний у VW Passat B2 та VW Santana B2 з 1981 року. Двигун спочатку був доступний з робочим об’ємом від 1,9 до 2,1 літра, а після рестайлінгу Passat у 1984 році також з об’ємом 2,2 літра.

### Подальший розвиток

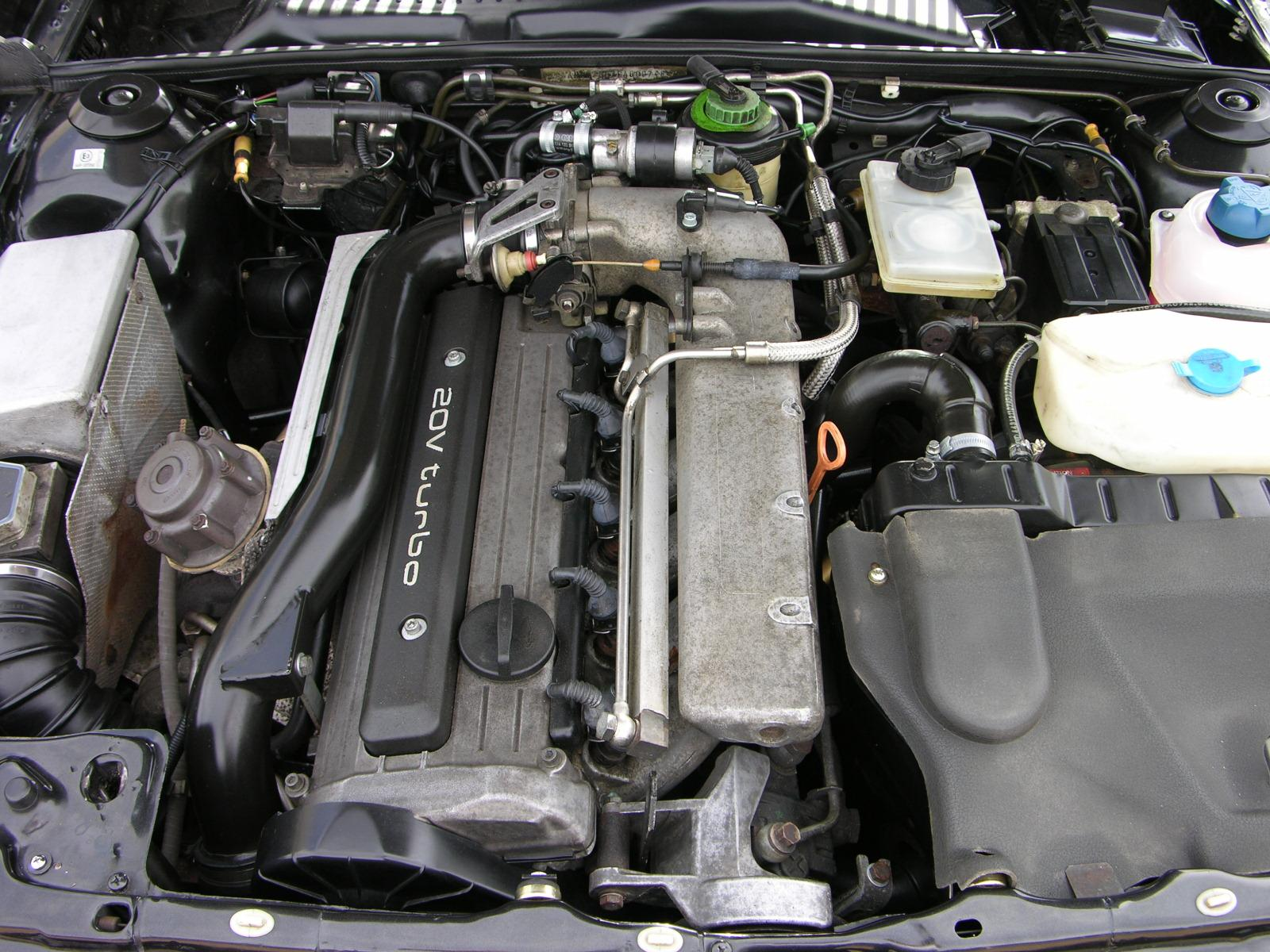
Audi Quattro 20V

Приблизно в той же час, що і Audi 200 5T (з турбонаддувом), EA828 був доступний для Audi quattro. У наступника, серії Audi 100 C3 і Audi 200, робочий об'єм двигуна був збільшений до 2226 см3. З березня 1989 року топовою моделлю серії стала Audi 200 quattro 20V з 2,2-літровим п'ятициліндровим двигуном з турбонаддувом і чотирма клапанами на циліндр (код двигуна 3B), заснованим на двигуні Audi quattro. З потужністю 162 кВт (220 к.с.) можна досягти максимальної швидкості 242 км/год (версія універсал 238 км/год) і прискорення від 0 до 100 км/год за 6,6 с (версія універсал 6,7 с). Це зробило Audi 200 із цим варіантом двигуна одним із найшвидших серійних седанів свого часу (заводські характеристики). У звіті FAZ на той час говорилося:
«У 1989 році на виставці IAA у Франкфурті-на-Майні Audi представила ще одну віху: Audi 100 TDI. Після Fiat Croma це був перший серійний автомобіль концерну VW з п’ятициліндровим турбодизелем із прямим уприскуванням. Двигун виробляв 88 кВт (120 к.с.) з об'ємом 2,5 л. У 1994 році на ринок вийшов Audi RS 2 потужністю 232 кВт (315 к.с.)».
У гоночної версії п'ятициліндровий двигун оснащувався п'ятьма клапанами. У Audi Sport quattro E2 він виробляв до 430 кВт (600 к.с.).
П'ятициліндрові двигуни Audi досягли культового статусу. П'ятициліндрові двигуни не тільки вразили успішним використанням в автоспорті, але й вважаються особливо надійними. Вони зіграли вирішальну роль у формуванні «Vorsprung durch Technik» і завдяки своєму характерному звучанню досі забезпечують емоційне враження від водіння.